# António de Noronha, 11.º vice-rei da Índia
D. António de Noronha o Catarraz (1510 — 1574) foi um militar português. Foi o 24.º Governador da Índia e o 11.º Vice-Rei da Índia. 
Era filho de D. Martinho de Noronha, da casa do Cadaval. Foi para a Índia na Armada de 17 de Março de 1571, nomeado vice-rei. No governo de D. Antão de Noronha, defendeu Cananor. Durante seu vice-reinado, firmou a paz com Akbar e levantou o cerco de Goa. Era conhecido pela sua habilidosa diplomacia. Após ser substituído no governo, voltou à Corte, onde morreu de desgosto, sem casar e deixar descendência.